# Nick Gillingham
Nick Gillingham (n. 22 ianuarie 1967, Walsall, Anglia, Regatul Unit) este un înotător britanic, medaliat olimpic. A participat la 3 ediții ale Jocurilor Olimpice (1988, 1992, 1996) în care a câștigat două medalii de argint și două medalii de bronz.